# Hard seltzer
Hard seltzer, ook spiked seltzer of wodka-soda of vodka seltzer genoemd, is een licht-alcoholische drank bestaande uit bruiswater, alcohol (uit aardappelen, granen of suiker) en aroma's, meestal van fruit. Hard Seltzer wordt gepromoot als drankje voor jongeren. Het drankje werd in 2013 in de Verenigde Staten geïntroduceerd als calorie- en suiker-arm alternatief voor traditionele suikerhoudende cocktails en dranken als bier en wijn Enkele jaren later groeide de omzet in Europa en ook in Nederland. Doorgaans wordt Hard Seltzer verkocht in blikjes van 250 of 330 milliliter (Europa) of 355 milliliter (VS) met een alcoholpercentage van vier à vijf, hoewel sommige (Amerikaanse) merken tot 12% oplopen.

## Merken
Vanaf 2021 te koop in Nederland (tussen haakjes de producent):
- Coco Club hard seltzer (Coco Club)
- Aqva Spritz (Peter Mertes KG)
- BOZU (BOZU Beverages B.V.)
- Breezer Seltzer (Konings N.V.)
- Deciao Organic Hard Seltzer (Deciao)
- Frank Seltzer (United Soft Drinks B.V.)
- GiG (GiG Drinks B.V.)
- Mike's (InBev)
- Pure Piraña (Heineken NV)[8]
- Raze Hard-Seltzer (Raze V.O.F.)
- Riptide (United Soft Drinks B.V.)
- SamSam (SamSam Drinks)
- WHĪZ Hard-Seltzer (WHĪZ Drinks E.Z.)
- Smirnoff (Diageo plc)
- Spijked (Royal Swinkels)
- STËLZ (STËLZ B.V.)
- Topo Chico (The Coca-Cola Company)[9]
- Viper (Grolsche Bierbrouwerij)
- White Claw (Mark Anthony Brands International)